# Madame des Grassins
Madame des Grassins, née en 1779 à Saumur, est un personnage de La Comédie humaine d’Honoré de Balzac.
Elle n'apparaît que dans un seul roman : Eugénie Grandet où elle manœuvre pour que son fils Adolphe épouse Eugénie. Grande manipulatrice, cette femme de banquier réunit autour d'elle le parti de « grassinistes » qui s'oppose aux « cruchotins », non seulement dans la bataille pour la main d'Eugénie, mais aussi en politique.
Lorsque son mari est appelé à Paris pour régler les affaires du frère de Félix Grandet, c'est elle qui prend la direction de la banque des Grassins à Saumur. Monsieur des Grassins reste absent assez longtemps et mène une vie de débauche à Paris.
Les plans de madame des Grassins sont déjoués par les Cruchot en 1829, et son fils n'obtient pas la main d'Eugénie. Mais madame des Grassins obtient une séparation de biens d'avec son mari et se retrouve seule propriétaire de la banque à Saumur.
Pour les références, voir :